# Беларучи
Бела́ручи (бел. Бяла́ручы) — деревня в Логойском районе Минской области Республики Беларусь. В составе Беларучского сельсовета. В 25 км на юго-запад от Логойска, в 20 км от Минска, на реке Вяча (приток р. Свислочь).
Ранее административный центр Беларучского сельсовета.

## История

### В составе Великого княжества Литовского и Речи Посполитой
В 1551 и 1567 годах — имение Беларуч упоминается при переписи армии ВКЛ, в Минском повете Минского воеводства ВКЛ.
В 1582 году — двор Беларучский, собственность Коленицкой-Тышкевич, княжны Соломерецкой. Здесь была построена деревянная православная Успенская церковь.
В 1630 году — фольварк во владении дворянина Кирсуны.

### В составе Российской империи
После Второго раздела Речи Посполитой (1793) в составе Российской империи.
В 1800 году — село, 14 дворов, 153 жителя, водяная мельница, собственность Оборского. При имении существовала деревянная униатская Успенская церковь.
В 1861 году — в местечке 15 дворов, 139 жителей.
В 1870 году — деревня, центр Беларучской волости, 50 ревизионных душ муж. пола, частная собственность помещицы Лопушинской. В 1870 году открыто народное училище, в котором в 1892 году обучалось 39 мальчиков.
В 1886 году — 15 дворов, 140 жителей, центр Беларучской волости в Минском уезде Минской губернии. Здесь располагалось волостное управление, церковно-приходская школа, маленький магазин.
В 1897 году — местечко (34 двора, 186 жителей, церковь, магазин) и имение (34 жителя) в Минском уезде.
В 1897-98 годах в Беларучском народном училище учился Янка Купала.
В начале XX века Беларучи — центр сельской общины.
В 1907 году действовало одноклассное народное училище.
В 1909 году открыто двухклассное, для которого построено собственное здание.

### После 1917
В 1917 году в местечке 62 двора, 332 жителя, в имении 1 двор, 47 жителей.
С февраля по декабрь 1918 оккупирована войсками кайзеровской Германии, с августа 1919 по июль 1920 — войсками Польши. С 1919 — в составе БССР.
В местечке открыта 7-летняя школа, которую посещали дети с окрестных деревень. В 1924 году в ней было 568 учеников. С 20.8.1924 — деревня, центр сельсовета Острошицко-Городокского района Минской округи (до 26.7.1930), с 18.1.1931 Логойского района. С 20.2.1938 в Минской области. В 1930 году организован колхоз «Искра», работала кузница, водяная мельница. В 1941 году было 69 дворов, 353 жителя.

### Во время Великой Отечественной войны
В Великой Отечественной войны с начала июля 1941 по начало июля 1944 была оккупирована. В июле 1942 гитлеровцы сожгли деревню (69 дворов), убили 13 жителей, 24 жителя вывезли в Германию. 19 жителей погибли на фронте, 4 — в партизанской борьбе. В боях за освобождение деревни погибло 2 советских воина.

### Послевоенный период
После войны была восстановлена. В 1969 году было 54 двора, 196 жителей.

### В настоящее время
В 2003 году было 39 хозяйств, 78 жителей. В 2010 было 39 хозяйств, 87 жителей.
Ранее административный центр Беларучского сельсовета.

## Культура
- Дом культуры
- Библиотека

## Достопримечательность
- Храм Успения Пресвятой Богородицы
- Мемориальная доска в честь Я. Купалы

## Галерея

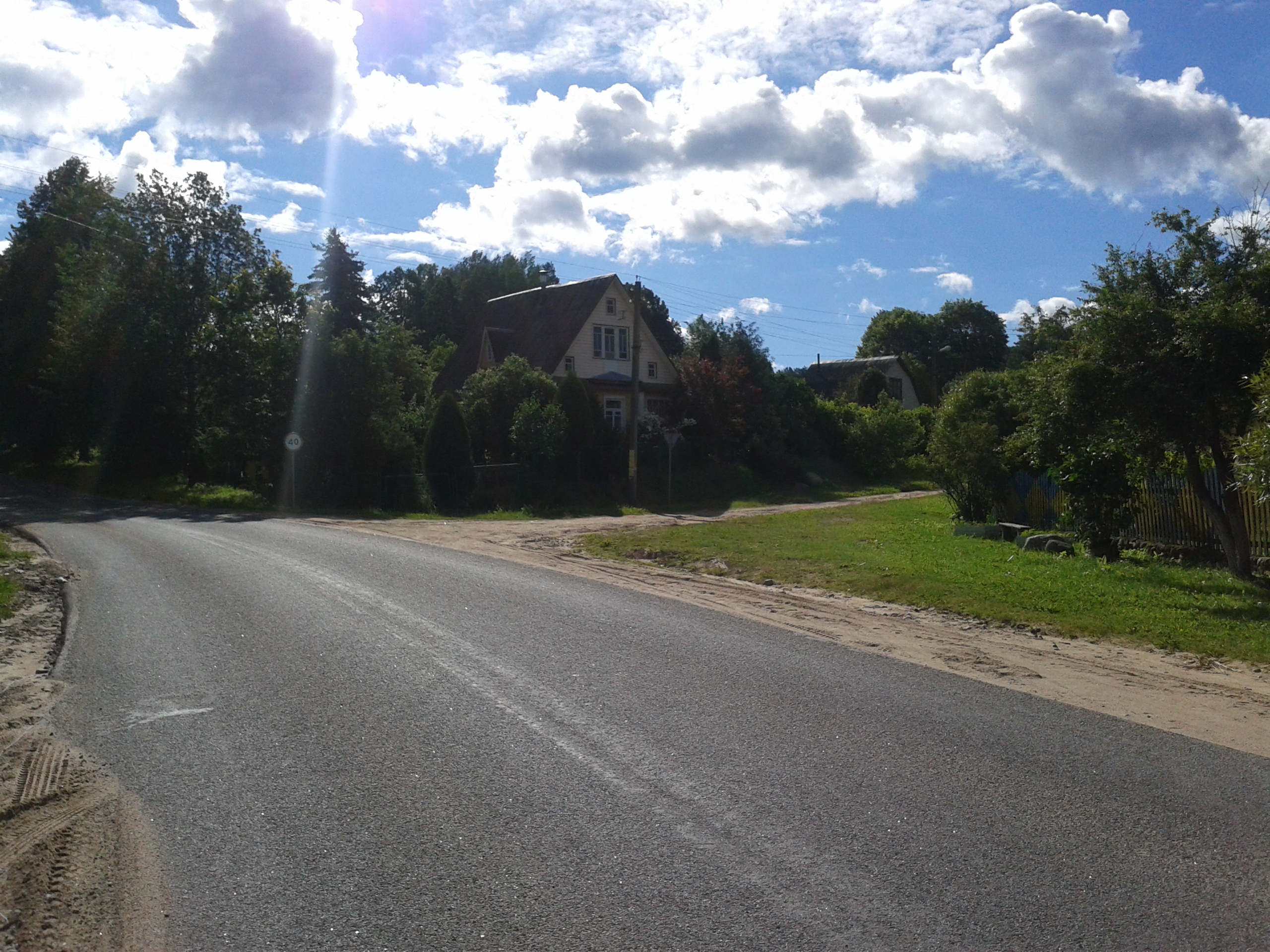
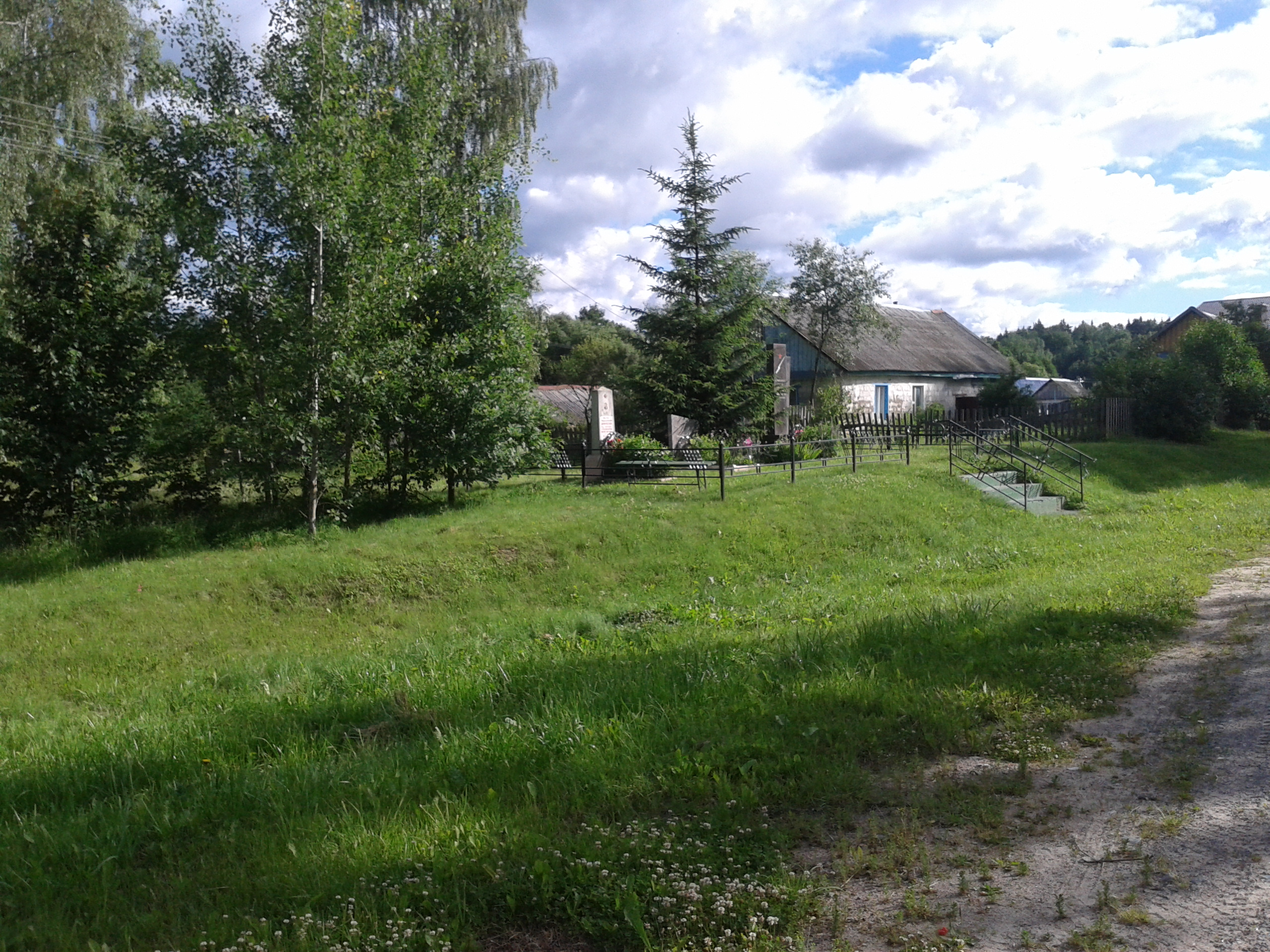
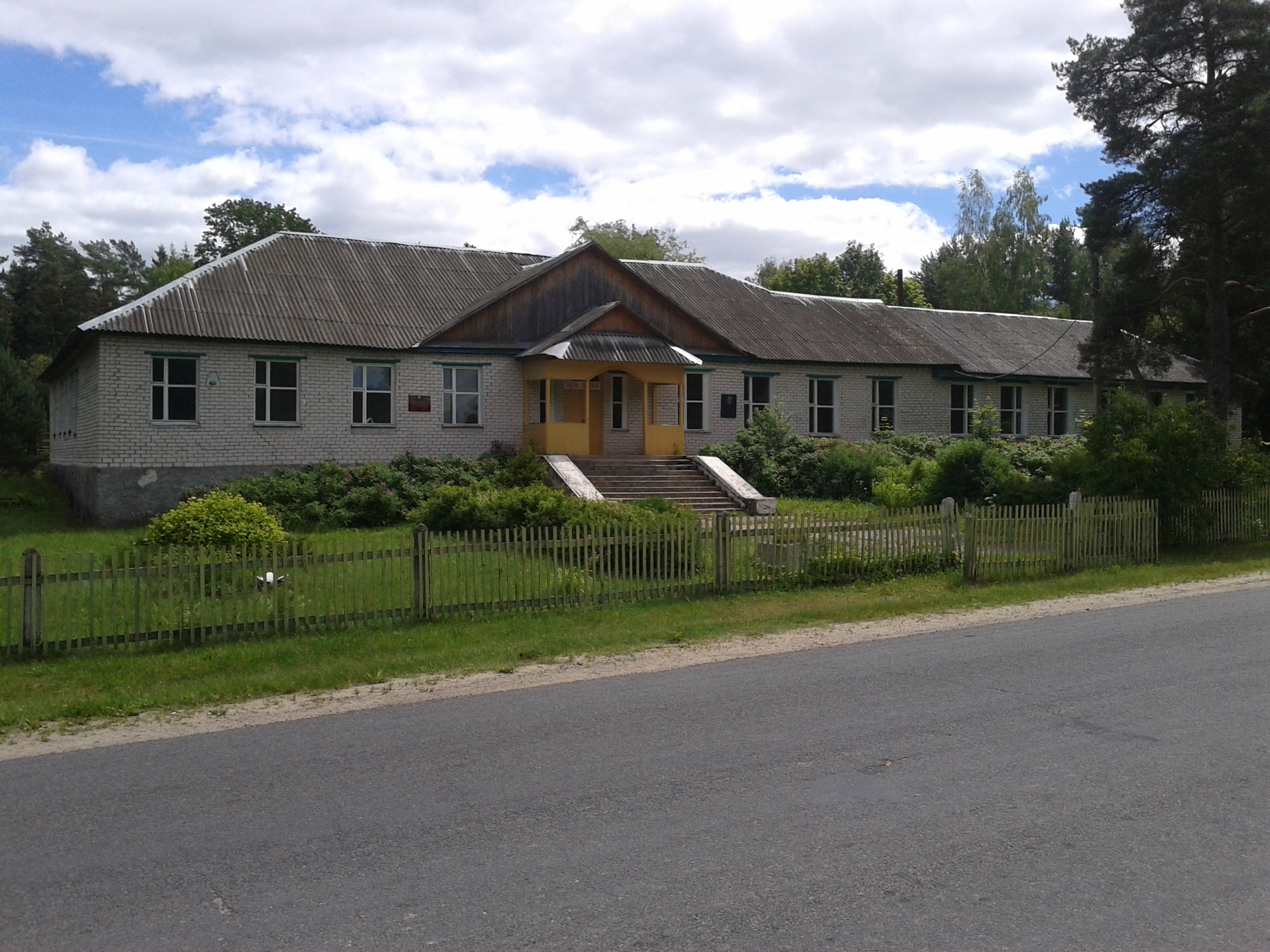